# 美國自由意志主義
美國自由意志主義是一種旨在促進個人自由和最小政府的運動。雖然就世界範圍來看，自由意志主義一詞被廣泛代指社會主義，但在美國自由意志主義一詞已經偏離了其起源。自由意志黨聲稱以下內容是自由意志主義的核心信念：
自由意志主義者支持最大化個人和經濟自由。他們主張建立一個更小的政府：只限於保護個人免受脅迫和暴力。自由傾向者支持個人責任，反對政府官僚和稅收，支持私人慈善，包容多樣的生活方式，支持自由市場，捍衛公民自由
據蓋洛普的調查，有17–23%的美國選民在政治傾向是屬於自由意志主義，其中就包括共和黨（特別是自由意志主義共和黨人）、民主黨、自由意志黨和無黨派。

## 外部連結
- . （原始内容存档于2011-08-07）.